# Canarina
Genre
Canarina canariensis est un genre de plantes de la famille des Campanulaceae.

## Liste d'espèces
Selon Tropicos (5 mars 2025), cette liste peut contenir des synonymes:
- Canarina abyssinica Engl. 1902
- Canarina campanula L.	1771
- Canarina canariensis (L.) Vatke
- Canarina elegantissima T.C.E. Fr.	1923
- Canarina eminii Asch. ex Schweinf.	1892
- Canarina laevigata G. Don ex Loudon 1830
- Canarina moluccana Roxb. 1832
- Canarina zanguebarLour. 1790